# Enzo Friso
Enzo Friso (1927) is een voormalig Italiaans syndicalist.

## Levensloop
Friso was algemeen secretaris van het Internationaal Verbond van Vrije Vakverenigingen (IVVV) van 1992 tot 1995. Hij volgde in deze hoedanigheid de Belg John Vanderveken op, zelf werd hij in deze hoedanigheid opgevolgd door de Brit Bill Jordan.